# Михаловець
Михаловець (словен. Mihalovec) — поселення в общині Брежиці, Споднєпосавський регіон, Словенія. Висота над рівнем моря: 141,1 м.